# Governance duale
La governance duale, o dualistica, è sistema di governance aziendale alternativo al sistema tradizionalmente utilizzato in Italia. È una forma di gestione amministrativa delle aziende ancora poco diffusa in Italia ma ritenuta adatta soprattutto per le banche e le compagnie assicurative.

## Caratteristiche
La principale caratteristica della governance duale è la suddivisione in due diversi organi delle attività gestionali e di controllo di una società, che nella struttura amministrativa classica fanno capo al Consiglio d'amministrazione e, per la parte relativa al controllo, al Collegio sindacale.
Organi caratteristici della governance duale sono:
- un Consiglio di sorveglianza, al quale sono demandate le funzioni di controllo e che determina le linee guida e di indirizzo della società.
- un Consiglio di gestione, che si occupa dell'amministrazione e gestione della società uniformandosi alle linee guida formulate dal Consiglio di sorveglianza.

Del Consiglio di gestione fanno solitamente parte uno o più Consiglieri delegati, figura affine all'Amministratore delegato nella governance classica, a cui vengono conferiti i poteri di firma e gli altri poteri materiali di gestione.
La prima società italiana ad applicare la governance duale è stata Mediobanca. A tutto il 2007, oltre ad essa, solo Intesa SanPaolo e alcune banche popolari l'hanno scelta.
L'ordinamento da cui prende piede il sistema dualista è quello della Germania, che lo prevede obbligatoriamente per le società di grandi dimensioni, ossia AG e GmbH con più di 500 dipendenti. Vengono in tal modo sottratte alle assemblee molte delle sue prerogative. L'assemblea nel modello dualista, infatti, ha delle competenze specifiche e non generali; tali competenze si riferiscono all'elezione di una parte dei membri del consiglio di sorveglianza, detto Aufsichtsrat, modificazioni dell'atto costitutivo e destinazione degli utili. Il consiglio di direzione, o directoire o Vorstand, può essere unipersonale se la società è di piccole dimensioni, ma deve essere di almeno due individui nelle società più grandi, necessariamente persone fisiche anche non azionisti, con mandato quinquennale, cumulabile con un contratto di lavoro. Se nella società si applica il regime della cogestione si dovrà sempre individuare un responsabile del rapporto coi dipendenti, detto Arbeitsdirektor. Il Vorstand ha poteri di gestione, i suoi membri possono essere revocati solo per giusta causa.
Il consiglio di sorveglianza, ossia l'Aufsichtsrat o Conseil de surveillance, è sempre collegiale, i suoi componenti persone fisiche devono essere tre o un multiplo di tre. vengono nominati dall'assemblea, ma è possibile anche una nomina da parte dei lavoratori o dal tribunale. la caratteristica fondamentale dei membri dell'Aufsichtsrat è l'indipendenza, data la loro funzione di controllo sul direttorio. il controllo viene effettuato attraverso uno scambio costante di informazioni che il direttorio è tenuto a fornire periodicamente su tutte le operazioni a breve, medio e lungo termine.
il modello tedesco, entrato nella riforma anche in Francia non ha però avuto molto successo, soprattutto per differenze di carattere culturale, poi per le modifiche fatte dal legislatore francese nell'importazione di tale disciplina, modifiche che hanno inciso sui poteri del directoire, maggiori, che hanno visto diminuire ancora maggiormente le competenze dell'assemblea.